# بالفانو
بالفانو (بالإيطالية: Balvano)‏ هي بلدية في مقاطعة بوتنسا في إقليم بازيليكاتا الإيطالي.

## السكان
في سنة 1861 بلغ عدد السكان 4٬076 نسمة، وتطور العدد ليصل في سنة 2011 لـ 1٬861 نسمة.
يظهر هذا المخطط البياني تطور النمو السكاني لـ بالفانو